# José Silbert
Marie Joseph Jean Raymond Silbert, dit José Silbert, né à Aix-en-Provence le 20 janvier 1862 et mort à Marseille le 1er juillet 1936, est un peintre français.

## Biographie
José Silbert est élève à l'École des beaux-arts de Paris où il a pour maître Jules Lefebvre et Luc-Olivier Merson. Son père, Sébastien Pierre Antoine Silbert est docteur en médecine à Aix-en-Provence. Il expose au Salon des artistes français en 1884 La Légende de saint Marin de Dalmatie, en 1885 M. le Dr S., père de l'artiste et en 1887 Légende de saint François d'Assise et du loup de Gubbio. Issu d'une famille aisée, il voyage en Afrique du Nord et notamment en Algérie où il séjourna chez le peintre Étienne Dinet.
Il est élu à l'Académie de Marseille le 24 juin 1909

## Œuvres
On trouve ses œuvres dans les musées suivants :
- Musée des beaux-arts de Chambéry : Portrait de François Dubillard, archevêque de Chambéry de 1908 à 1914[2].
- Musée des beaux-arts de Marseille : Une espagnole[3], La légende de saint Marin de Dalmatie[4], Mon portrait[5], Le montreur d'aras[6], La sérénade au mannequin[7], Portrait d'un marocain[8].
- Musée Cantini à Marseille : Saint Marin de Dalmatie[9].

Œuvres de José Silbert
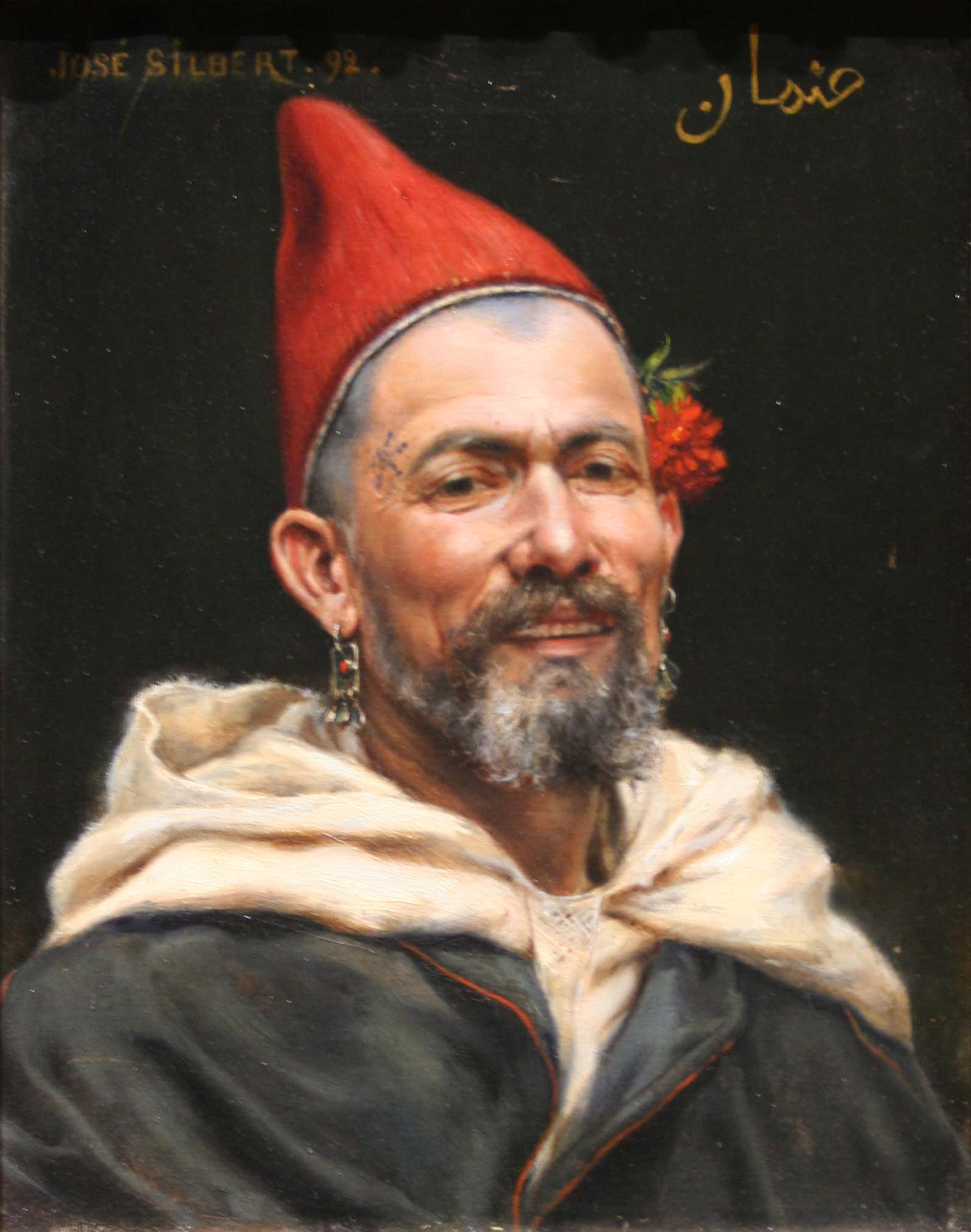
Tête de marocain Musée des Beaux-Arts de Marseille
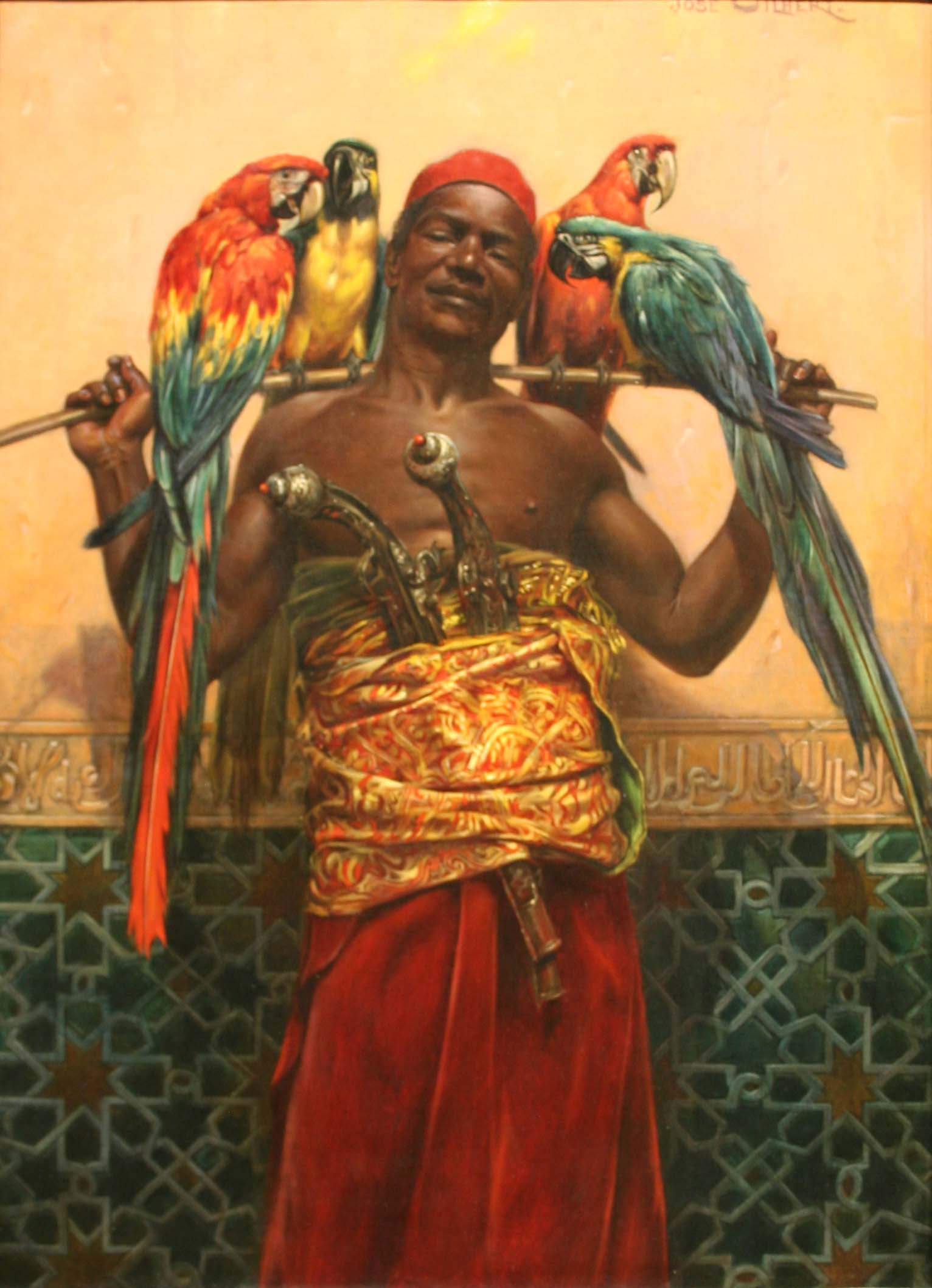
Montreur d'aras Musée des Beaux-Arts de Marseille
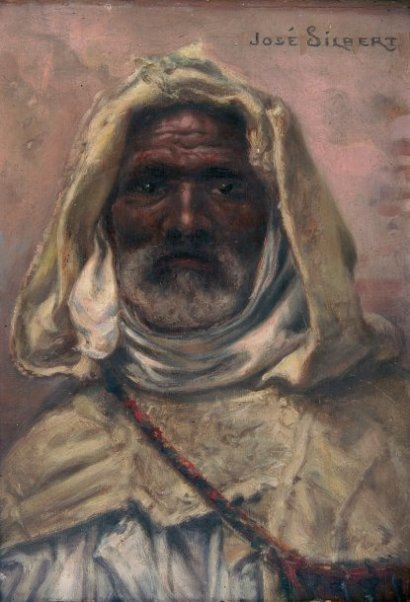
Fellah
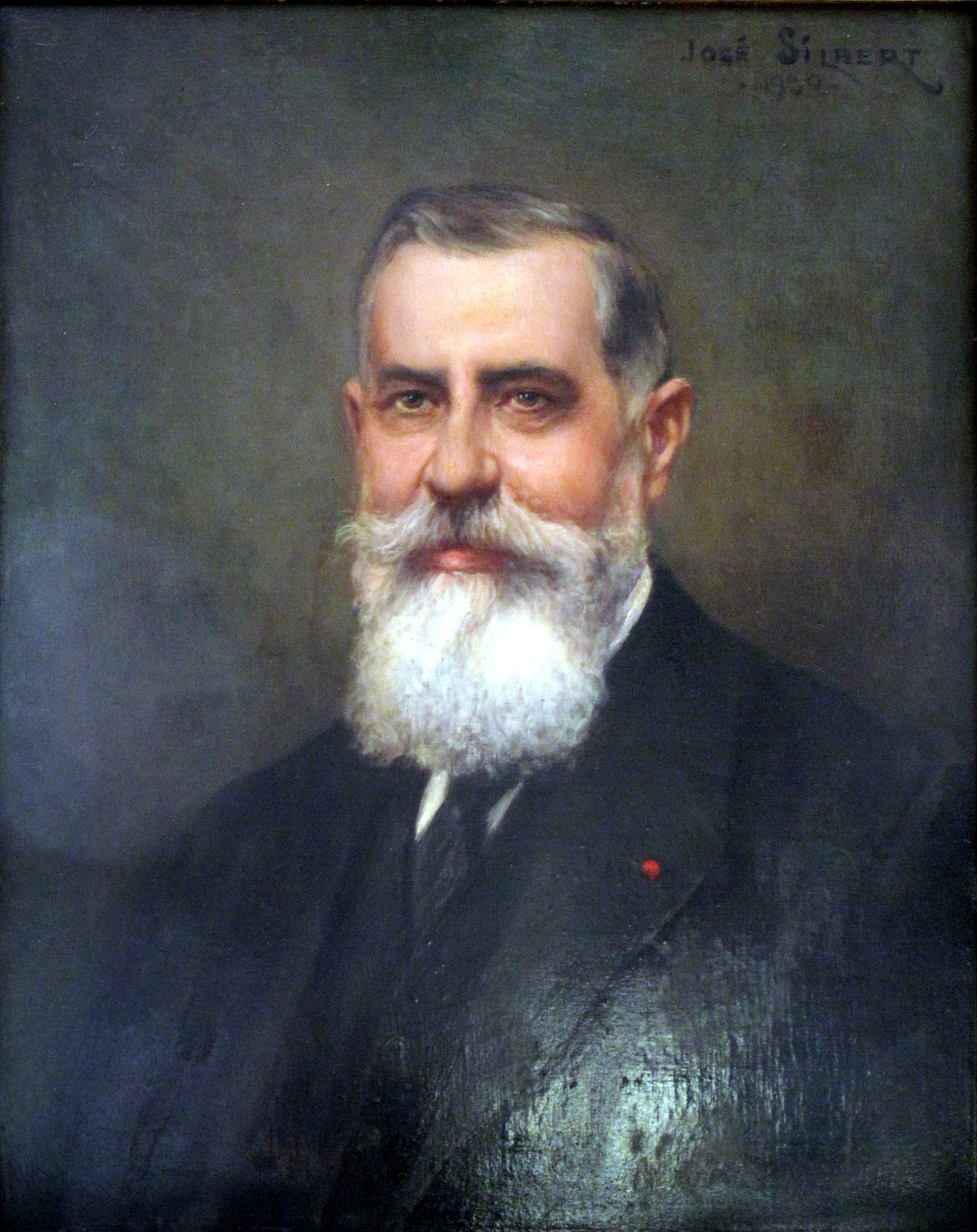
Président Émile Rastoin

## Décorations
En reconnaissance de ses mérites, José Silbert a reçu plusieurs décorations dont :
- Chevalier de la Légion d'honneur le 17 juillet 1908, promu Officier le 12 août 1923[10].
- Grand Officier du Nicham Iftikar (décoration tunisienne).
- Officier du Dragon d'Annam.